# 400 mètres féminin aux Jeux olympiques d'été de 2016 (athlétisme)
Pour un article plus général, voir Athlétisme aux Jeux olympiques d'été de 2016.
Navigation
Londres 2012 Tokyo 2020
L'épreuve du 400 mètres féminin aux Jeux olympiques de 2016 se déroule du 13 au 15 août 2016 au Stade olympique de Rio de Janeiro, au Brésil. Elle est remportée par la Bahaméenne Shaunae Miller dans le temps de 49 s 44.

## Résultats

### Finale
| Rang               | Couloir | Athlète                 | Pays       | Temps | Notes |
| ------------------ | ------- | ----------------------- | ---------- | ----- | ----- |
| Médaille d'or      | 7       | Shaunae Miller          | Bahamas    | 49.44 |       |
| Médaille d'argent  | 4       | Allyson Felix           | États-Unis | 49.51 |       |
| Médaille de bronze | 5       | Shericka Jackson        | Jamaïque   | 49.85 |       |
| 4                  | 6       | Natasha Hastings        | États-Unis | 50.34 |       |
| 5                  | 3       | Phyllis Francis         | États-Unis | 50.41 |       |
| 6                  | 8       | Stephenie Ann McPherson | Jamaïque   | 50.97 |       |
| 7                  | 2       | Libania Grenot          | Italie     | 51.25 |       |
| —                  | 1       | Olha Zemlyak            | Ukraine    | DQ    |       |

### Demi-finales

#### Demi-finale 1
| Rang | Couloir | Athlète                 | Pays            | Temps | Notes |
| ---- | ------- | ----------------------- | --------------- | ----- | ----- |
| 1    | 6       | Phyllis Francis         | États-Unis      | 50.31 | Q     |
| 2    | 5       | Stephenie Ann McPherson | Jamaïque        | 50.69 | Q     |
| 3    | 4       | Olha Zemlyak            | Ukraine         | 50.75 | q. PB |
| 4    | 3       | Kemi Adekoya            | Bahreïn         | 50.88 |       |
| 5    | 7       | Christine Ohuruogu      | Grande-Bretagne | 51.22 |       |
| 6    | 2       | Ruth Spelmeyer          | Allemagne       | 51.61 |       |
| 7    | 8       | Margaret Bamgbose       | Nigeria         | 51.92 |       |
| 8    | 1       | Patrycja Wyciszkiewicz  | Pologne         | 52.51 |       |

#### Demi-finale 2
| Rang | Couloir | Athlète          | Pays            | Temps | Notes |
| ---- | ------- | ---------------- | --------------- | ----- | ----- |
| 1    | 6       | Shericka Jackson | Jamaïque        | 49.83 | Q, PB |
| 2    | 5       | Natasha Hastings | États-Unis      | 49.90 | Q, SB |
| 3    | 3       | Salwa Eid Naser  | Bahreïn         | 50.88 | PB    |
| 4    | 8       | Floria Gueï      | France          | 51.08 |       |
| 5    | 7       | Carline Muir     | Canada          | 51.11 |       |
| 6    | 1       | Emily Diamond    | Grande-Bretagne | 51.49 |       |
| 7    | 2       | Małgorzata Hołub | Pologne         | 51.93 |       |
| 8    | 4       | Morgan Mitchell  | Australie       | 52.68 |       |

#### Demi-finale 3
| Rang | Couloir | Athlète              | Pays       | Temps | Notes |
| ---- | ------- | -------------------- | ---------- | ----- | ----- |
| 1    | 3       | Allyson Felix        | États-Unis | 49.67 | Q, SB |
| 2    | 4       | Shaunae Miller       | Bahamas    | 49.91 | Q     |
| 3    | 6       | Libania Grenot       | Italie     | 50.60 | q     |
| 4    | 5       | Christine Day        | Jamaïque   | 51.53 |       |
| 5    | 1       | Justyna Święty       | Pologne    | 51.62 |       |
| 6    | 2       | Anneliese Rubie      | Australie  | 51.96 |       |
| 7    | 8       | Kabange Mupopo       | Zambie     | 52.04 |       |
| 8    | 7       | Patience Okon George | Nigeria    | 52.52 |       |

### Séries
Qualification rule: First 2 in each heat (Q) and the next 8 fastest (q) advance to the Semifinals

#### Série 1
| Rang | Athlète                 | Pays      | Temps | Notes |
| ---- | ----------------------- | --------- | ----- | ----- |
| 1    | Stephenie Ann McPherson | Jamaïque  | 51.36 | Q     |
| 2    | Patience Okon George    | Nigeria   | 51.83 | Q     |
| 3    | Anneliese Rubie         | Australie | 51.92 | q, SB |
| 4    | Yuliya Olishevska       | Ukraine   | 52.45 |       |
| 5    | Djénébou Danté          | Mali      | 52.85 |       |
| 6    | Nirmala Sheoran         | Inde      | 53.03 |       |
| 7    | Gunta Latiševa-Čudare   | Lettonie  | 53.08 | SB    |

#### Série 2
| Rang | Athlète            | Pays            | Temps | Notes |
| ---- | ------------------ | --------------- | ----- | ----- |
| 1    | Allyson Felix      | États-Unis      | 51.24 | Q     |
| 2    | Olha Zemlyak       | Ukraine         | 51.40 | Q     |
| 3    | Tamara Salaški     | Serbie          | 52.70 |       |
| 4    | Tsholofelo Thipe   | Afrique du Sud  | 52.80 |       |
| 5    | Iveta Putálová     | Slovaquie       | 52.82 | SB    |
| 6    | Aauri Bokesa       | Espagne         | 53.51 |       |
| 7    | Seren Bundy-Davies | Grande-Bretagne | 53.63 |       |

#### Série 3
| Rang | Athlète                | Pays           | Temps | Notes |
| ---- | ---------------------- | -------------- | ----- | ----- |
| 1    | Phyllis Francis        | États-Unis     | 50.58 | Q     |
| 2    | Kemi Adekoya           | Bahreïn        | 50.72 | Q     |
| 3    | Margaret Bamgbose      | Nigeria        | 51.43 | q     |
| 4    | Patrycja Wyciszkiewicz | Pologne        | 52.02 | q, SB |
| 5    | Alicia Brown           | Canada         | 52.27 |       |
| 6    | Jailma de Lima         | Brésil         | 52.65 |       |
| 7    | Justine Palframan      | Afrique du Sud | 53.96 |       |

#### Série 4
| Rang | Athlète                  | Pays            | Temps | Notes |
| ---- | ------------------------ | --------------- | ----- | ----- |
| 1    | Natasha Hastings         | États-Unis      | 51.31 | Q     |
| 2    | Christine Ohuruogu       | Grande-Bretagne | 51.40 | Q     |
| 3    | Maria Benedicta Chigbolu | Italie          | 52.06 |       |
| 4    | Lydia Jele               | Botswana        | 52.24 |       |
| 5    | Olha Bibik               | Ukraine         | 52.33 |       |
| 6    | Kendra Clarke            | Canada          | 53.61 |       |
| 7    | Vijona Kryeziu           | Kosovo          | 54.30 |       |

#### Série 5
| Rang | Athlète          | Pays                            | Temps | Notes |
| ---- | ---------------- | ------------------------------- | ----- | ----- |
| 1    | Shaunae Miller   | Bahamas                         | 51.16 | Q     |
| 2    | Morgan Mitchell  | Australie                       | 51.30 | Q     |
| 3    | Ruth Spelmeyer   | Allemagne                       | 51.43 | q, PB |
| 4    | Emily Diamond    | Grande-Bretagne                 | 51.76 | q     |
| 5    | Kanika Beckles   | Grenade                         | 52.41 | SB    |
| 6    | Bianca Răzor     | Roumanie                        | 52.42 | SB    |
| 7    | Kineke Alexander | Saint-Vincent-et-les-Grenadines | 52.45 |       |

#### Série 6
| Rang | Athlète          | Pays     | Temps   | Notes |
| ---- | ---------------- | -------- | ------- | ----- |
| 1    | Salwa Eid Naser  | Bahreïn  | 51.06   | Q, PB |
| 2    | Libania Grenot   | Italie   | 51.17   | Q     |
| 3    | Floria Gueï      | France   | 51.29   | q     |
| 4    | Cátia Azevedo    | Portugal | 52.38   |       |
| 5    | Mariam Kromah    | Liberia  | 52.79   |       |
| 6    | Nguyễn Thị Huyền | Viêt Nam | 52.97   |       |
| 7    | Irini Vasiliou   | Grèce    | 54.37   |       |
| 8    | Maryan Nuh Muse  | Somalie  | 1:10.14 |       |

#### Série 7
| Rang | Athlète                | Pays       | Temps   | Notes |
| ---- | ---------------------- | ---------- | ------- | ----- |
| 1    | Shericka Jackson       | Jamaïque   | 51.73   | Q     |
| 2    | Kabange Mupopo         | Zambie     | 51.76   | Q     |
| 3    | Justyna Święty         | Pologne    | 51.82   | q     |
| 4    | Christine Botlogetswe  | Botswana   | 52.37   |       |
| 5    | Omolara Omotosho       | Nigeria    | 53.22   |       |
| 6    | Elina Mikhina          | Kazakhstan | 53.83   |       |
| 7    | Dalal Mesfar Al-Harith | Qatar      | 1:07.12 |       |

#### Série 8
| Rang | Athlète                  | Pays       | Temps | Notes |
| ---- | ------------------------ | ---------- | ----- | ----- |
| 1    | Christine Day            | Jamaïque   | 51.54 | Q     |
| 2    | Carline Muir             | Canada     | 51.57 | Q     |
| 3    | Małgorzata Hołub         | Pologne    | 51.80 | q     |
| 4    | Geisa Coutinho           | Brésil     | 52.05 |       |
| 5    | Aliyah Abrams            | Guyana     | 52.79 |       |
| 6    | Mariama Mamoudou Ittatou | Niger      | 54.32 |       |
| 7    | Anastassya Kudinova      | Kazakhstan | 56.03 |       |

## Légende
Records et Performances
- AR : Record continental (area record)
- CR : Record des championnats (championship record)
- MR : Record du meeting (meet record)
- NR : Record national (national record)
- OR : Record olympique (olympic record)
- PR : Record paralympique (paralympic record)
- PB : Record personnel (personal best)
- SB : Meilleure performance personnelle de la saison (season's best)
- WL : Meilleure performance mondiale de l'année (world leader)
- WJR : Record du monde junior (world junior record)
- WR : Record du monde (world record)

Circonstances et Conditions
- DNF : N'a pas terminé (did not finish)
- DNS : N'a pas pris le départ (did not start)
- DQ : Disqualification (disqualification)
- NM : Aucun essai valable enregistré (No Mark)
- Q : Qualifié « directement » au prochain tour (ou à la prochaine compétition), lors d'une compétition majeure, grâce au classement ou à la réalisation des minima (automatic qualifier)
- q : Qualifié au prochain tour (ou à la prochaine compétition), lors d'une compétition majeure, grâce au repêchage ou à la réalisation de l'une des meilleures performances parmi celles des « non qualifiés directement » (grâce au meilleur temps ou à la meilleure distance par exemple) (secondary qualifier)